# Термска ознака
Термска ознака је начин скраћени приказивања укупног орбиталног угаоног момента у више-електронском атому који се користи у квантној механици. Термска ознака се може приказати као симбол типа:
| {\displaystyle ^{2S+1}L_{J}} |
Термска ознака даје следеће информације о атому:
S  представља укупан списки број. 2S + 1 представља мултиплетност терма и пише се у горњем десном углу.
J представља вредност квантног броја укупног угаоног момента атома.
L  представља укупан азимутални квантни број и у складу са његовом вредношћу, користе се следећа слова:
| L = | 0 | 1 | 2 | 3 | 4 | 5 | 6 | 7 | 8 | 9 | 10 | 11 | 12 | 13 | 14 | 15 | 16 |
|     | S | P | D | F | G | H | I | K | L | M | N  | O  | Q  | R  | T  | U  | V  |